# Ilario Floresta
Ilario Floresta (Desio, 2 febbraio 1941) è un politico italiano.
Imprenditore nel campo delle telecomunicazioni ed esponente di Forza Italia, è approdato per la prima volta alla Camera dei deputati nella XII legislatura nelle liste di Forza Italia nel collegio maggioritario di Giarre. Riconfermato nello stesso collegio e con la stessa lista nella legislatura successiva, nella XIV Legislatura è stato eletto ancora col maggioritario a Giarre, ma nella lista civetta Abolizione dello scorporo. Nella XV Legislatura è stato confermato deputato nella lista di Forza Italia per la circoscrizione Sicilia 2.
Durante tutte e quattro le legislature a cui ha preso parte è stato componente della Commissione Trasporti della Camera, con una pausa durante il primo governo Berlusconi, durante il quale è stato Sottosegretario di Stato al Bilancio.

## Procedimenti giudiziari
È stato consigliere di amministrazione di ENAV ed il suo nome compare nell'inchiesta sui fondi neri a Finmeccanica dove si racconta dell'assunzione da parte di una partecipata della stessa Finmeccanica di una delle figlie di Floresta.
Nel 2013, a fronte del reato contestato di corruzione per atti contrari ai doveri d'ufficio, Floresta patteggia una pena di 1 anno e 4 mesi in relazione ad un presunto versamento di 300.000 euro per acquistare una casa in Egitto, affinché a Selex fossero garantiti appalti dell'Enav.